# Passage Gambetta
Le passage Gambetta est une rue située dans le 20e arrondissement de Paris, en France.

## Situation et accès

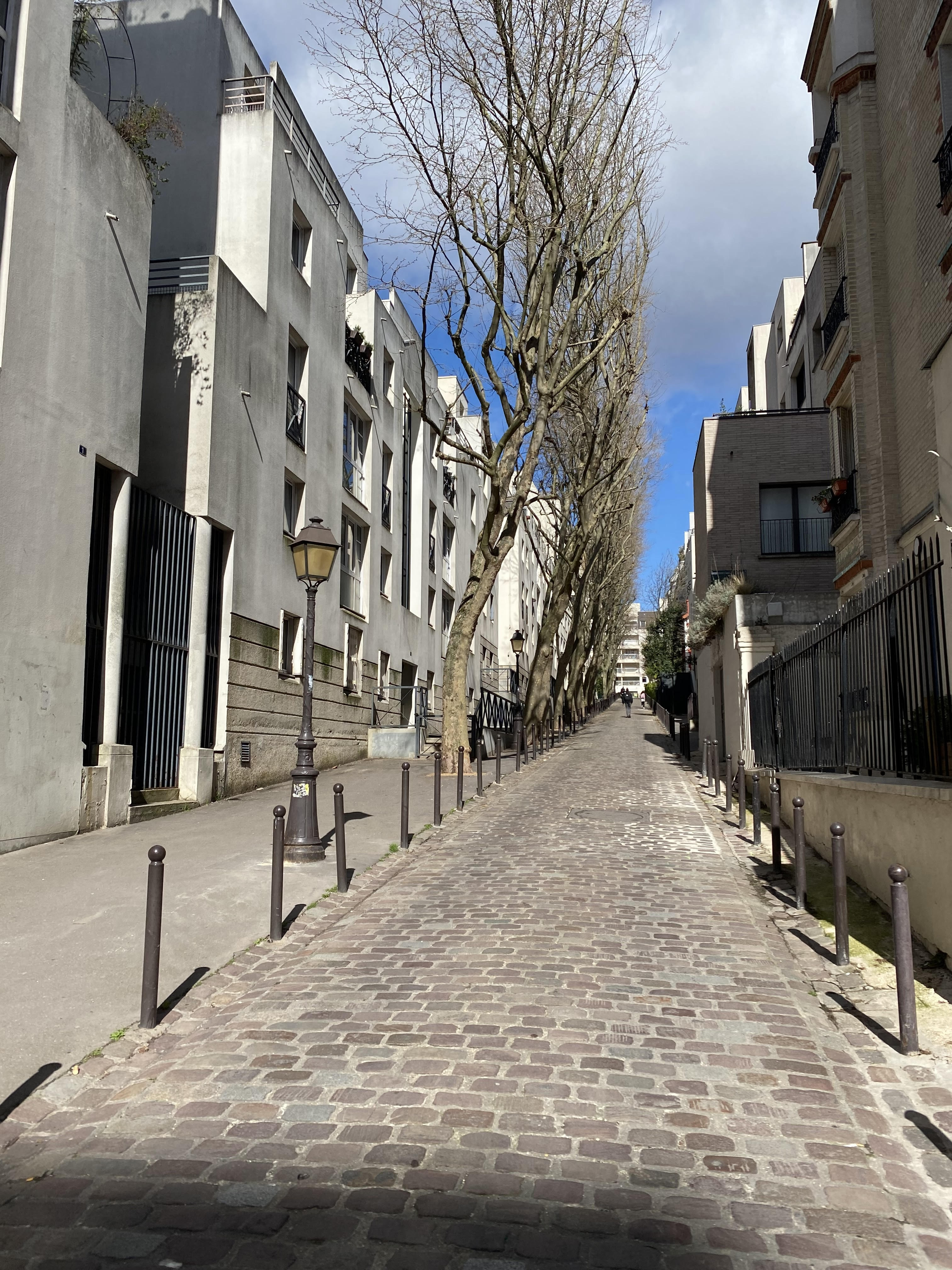

Le passage Gambetta est une voie publique située dans le 20e arrondissement de Paris. Il commence 29 bis, rue Saint-Fargeau et finit 38-40, rue du Borrégo.

## Origine du nom
Il porte ce nom en raison du voisinage de l'avenue Gambetta.

## Historique
Il s'agissait à l'origine d'une voie privée. Vers 1903, il porte le nom de « passage Alexandre-Dumas », avant de prendre sa dénomination actuelle en 1908.
Le passage est classé dans la voirie parisienne en vertu d'un décret du 18 mai 1998.